# Zlatko Kaučič
Zlatko Kaučič, slovenski džezovski tolkalist, bobnar, skladatelj in glasbeni pedagog, * 21. februar 1953, Postojna.
V svoji glasbeni karieri se Zlatko Kaučič že od samega začetka ukvarja z uglasbevanjem poezije oziroma s prepletanjem poezije in glasbe. Uglasbil je poezijo Federica Garcíe Lorce, Alojza Gradnika in drugih.
Že vrsto let ga navdihujeta življenje in delo Srečka Kosovela, ki mu je skupaj z Barbaro Korun posvetil album Vibrato tišine. Leta 2011 je za svoje delo prejel nagrado Prešernovega sklada.
Sprva je odraščal v Vipolžah, nato se je družina preselila na Dobrovo. Oče je bil policist, mama delavka. Osnovno šolo je zaključil na Dobrovem ter šolanje nadaljeval na srednji kovinarski šoli v Novi Gorici. Je glasbeni samouk.
Nesoglasja v družini so ga spodbudila, da se je l. 1970 preselil v Čento (Tarcento) blizu Vidma, kjer je živel v hipijevski komuni. Pridružil se je skupini Upupa, nato skupini Hero, s katero je izdal prvo ploščo. Leta 1972 se je preselil v Švico, kjer je živel v hiši z drugimi glasbeniki. Med drugimi je tam spoznal Allana Blairmana, ki ga je naučil, ˝da bobni niso le "muskulatura", ampak predvsem prefinjena tehnika v povezavi s fantazijo in občutkom za formo˝ (Kaučič, 2011). 
Pot je prek Londona nadaljeval v Španijo. V klubu »Tres Tristes Tigres« se je zaposlil kot hišni bobnar, kjer je igral z različnimi glasbeniki, ki so tam gostovali. Kaučič ta čas šteje za začetek svoje profesionalne glasbene poti. V Španiji je igral po različnih klubih in festivalih ter sodeloval s številnimi glasbeniki, kot so Peter Delphinich, Eric Peter, Tete Montoliu, Claude Guillot, Paul Stocker, Mike Osborne … Leta 1979 je z glasbenikom Paulom Stockerjem igral tudi na Portugalskem, leta 1980 se je tam pridružil zasedbama »Za Eduardo in Progress Quartet« in »The Trio«. Med letoma 1981 in 1983 se je v Španiji preizkusil kot mentor na jazz šoli »Taller de musicos« v Barceloni, poučeval je bobne, sodeloval na različnih jazz seminarjih ter se poglobil v teoretične osnove glasbe. Nato se je preselil v Amsterdam, kjer je bila podpora umetniškim ustvarjalcem dobro urejena in posledično jazzovsko ustvarjanje zelo razvito. Tam je tudi naletel na odlično prakso improviziranega igranja.
Leta 1992 se je vrnil v Slovenijo. V Mariboru, v Centru za jazz in elektroakustiko, je poučeval glasbenike, kot so Igor Bezget, Vasko Atanasovski, Sebastijan Duh, Ciril Sem ... Na pobudo Boleslava Simonitija se je l. 2001 vrnil v Novo Gorico, kjer so ustanovili društvo KUD Zvočni izviri in je nastala zasedba Kombo, ki jo vodi Kaučič. Program šole je posebej priredil za svoje varovance, da bi jih spodbudil k ustvarjanju glasbe zunaj klišejev sodobne popularne produkcije. Leta 2003 je zasedba izdala svoj prvi album Zvočni izviri.
Vrnitev v Slovenijo je za Kaučiča pomenila začetek izjemno ustvarjalnega obdobja. Izkušnje in znanje je strnil v albumih, ki jih je izdajal sam ali v sodelovanju z drugimi glasbeniki. Prvi solo album »Round Trip« je izšel l. 1994. Takrat je največ sodeloval z briškim klubom Strelišče. Poleg koncertiranja je pomagal pri organizaciji cikla koncertov »Real jazz«, ki se je odvijal v devetdesetih letih 20. stoletja. Je idejni oče festivala Brda Contemporary Music Festival, ki je bil prvič organiziran l. 2011. Dogaja se v Brdih in velja za enega kreativnejših in odmevnejših festivalov v Sloveniji. Leta 2018 je bil izbran za igranje na prestižnem dogodku Uffizi live (Galerija Uffizi, Firence). Predstavil se je z improvizacijo na temo Boticcellijve Pomladi z naslovom »Mystical Nature«. Še danes vodi zasedbi Kombo in Orkester brez meja.

## Diskografija
- Uho je senca očesa (2019)
- Horror mundi (2019)
- Morning Patches (2019)
- Kombo C: Petelin iz Noznega (2019)
- Agrakal (2018)
- Diversity (2018)
- Plodi (2017)
- Kombo B: Rock Mi Monk (2017)
- Watch For Dogs (2017)
- Without Borders (2017)
- Orkester brez meja / Orchestra senza confini - Schengen (2016)
- A woman's work... (Joëlle Léandre) (2016)
- Disorder at the border plays Ornette (2016)
- Il sogno di una cosa (2016)
- East West Daydreams (2016)
- Zvočni sejalec (In memory of Boštjan Cvek) (2016)
- Second Round (2016)
- CANVAS (2015)
- Orkester brez meja / Orchestra senza confini (2015)
- Kombo B: Hramo (2015)
- Ena/One (2015)
- Disorder at the border (2015)
- Sonic party (2014)
- December Soul (2013)
- Dreiländer trio (2013)
- Zarja-Tay (2012)
- Zvočna polja za T.S. (Kombo) (2012)
- Round Trip - VINYL (Music For Drums and Percussions (2011)
- The Jazz hram suite (2011)
- Round about one o'clock

(Dedicated to Mike Osborne-Ozzie) (2011)
- Emigrants (2011)
- 30th Anniversary Concerts (2009) - 3 CD
- Kombo: Biči (2008)
- Vizionarja (2007)
- Tolminski punt (2007)
- Vibrato tišine: Hommage Srečku Kosovelu (2006)
- Kombo: Skriti kotički svetlobe (2005)
- Pav: Solo album (2005)
- Zlati čoln 2: Dedicated to Steve Lacy (2005)
- How Deep Is The Ocean (2005)
- Zvočni izviri: kompilacija (2003)
- Zlati čoln (2002)
- Squarci (2000)
- Astolfo Sulla Luna (1999)
- Quartetto Orizzontale (1999)
- Emotional Playgrounds (1998)
- Glasba za Romana (1997)
- Round Trip: Music For Drums and Percussions (1994)

## Festivali
- 1978

```
Caiscais, Portugal, (The Trio)
```

- 1979

```
Macau Jazz Festival, Hong Kong (Rao-Kayo Quartet)
```

- 1980

```
Madrid Jazz Festival (Carlos Conzalbes)
```

- 1981

```
Vigo Jazz Festival (Kenny Wheeler)
```

```
Valencia Jazz Festival (Steve Lacy)
```

```
Murcia Jazz Festival (Steve Lacy)
```

```
Barcelona Jazz Festival (Steve Lacy)
```

- 1982

```
Madrid Jazz Festival (Mike Osborne)
```

- 1984

```
North Sea Jazz Festival (A. Cairo)
```

- 1986

```
1.Slovenski festival jazza (Paulo Stocker)
```

- 1987

```
Itacha Jazz Festival, New York (Solo Performance)
```

- 1989

```
World Festival Atlanta G. A. (European Jazz Quintet with Paolo Fresu...)
```

- 1990

```
North Sea Jazz Festival (Trio Pepe)
```

- 1994

```
Lisboa City of Culture (Z. Kaučič Trio)
```

- 1995

```
Clusone Jazz Festival (Solo Performance)
```

- 1996

```
Festival Lent, Maribor (G. Trovesi Trio)
```

"1997
```
Festival Lent, Maribor (Paul Bley Trio)
```

- 1998

```
Bienale Fest Bologna (Quartetto Orizzontale)
```

```
Festival Lent, Maribor (Chico Freeman, George Cables 4 tet)
```

- 1999

```
European Music Fest, Etazzus Trio (Cairo Egipt)
```

```
Festival Lent, Maribor (Emotional Playgrounds)
```

```
Jazz & Wine, Italia (Emotional Playgrounds)
```

- 2000

```
Druga godba, Ljubljana (Duo with Achille Succi)
```

- 2000

```
Jazz festival, Ljubljana (Tribute to Bill Evans)
```

- 2001	 Progetto Jazz Edizione, Cremona

```
Squarci Jazz 2001, Italia (Duo with Albert Mangelsdorff)
```

- 2002	 Festival Lent, Maribor (G. Trovesi Trio)
- 2003	Jazz festival Ljubljana (Ornethology)

```
	Jazz festival Skopje, Macedonia (Ornethology)
	Jazz festival Mittele Europeo, Roma (Ornethology)
```

- 2004

Festival Lent, Maribor (Paul McCandless, Tavolazzi, Cisselli, filharmonic orch.)
```
	Sajeta Festival (Alexander Balanescu)
```

- 2005	Festival Cernko (with J.Girotto, P.Dalla Porta)

```
	Jazz Festival Udine (with Cissi, Bertot)
```

- 2006	Cerkno (Solo - Pav)

```
	Ljubljana jazz festival (Vizionarja with Paul McCandless, Irene Aebi...)
	Sajeta (with Trevor Wats)
```

- 2007	Teatro Aprigoni (san vito al tagliamento) Herb Robertson-Zlatko Kaučič-Massimo De Mattia

22.apr	International Literature Festival (Cuirt Galaway-Irland with Barbara Korun)
29.jun	Venetto Jazz Festival:Zlati čoln (paul mccandless,javier girotto,paolino dall porta,bruno cesselli,zlatko kaucic)
30.jun	Festival Clusone:Zlati čoln (paul mccandless,javier girotto,paolino dall porta,bruno cesselli,zlatko kaucic)
1. jul	Casa Di Jazz-Roma:Zlati čoln (paul mccandless,javier girotto,paolino dall porta,bruno cesselli,zlatko kaucic)
2.aug	Sajeta Festival (Akosh Szeleveny)
4.aug	Festival MUSICA SULLE BOCHE (sardenia-italija) with ALEXSANDER BALANESCU-ZLATKO KAUCIC DUO
28.oct	Town Hall Luxemburg: Zlatko Kaučič Quintet
18.nov	EUROPEAN JAZZEXPO (calgiari-italia)WITH KAUČIČ-BALANESCU-FAVATA-BRUNOD)
13.dec	FESIVAL UN MONDO DI SUONI - NAPOLI (balanescu-kaucic-favata-brunod)
- 2008

16.feb	JAZZ KOINE (Pordenone Italia : Suite for Malachi Favors)
```
	Zlatko Kaučič KOMBO (Guest:Massimo de Mattia-flutes, Bruno Cisselli-piano)
```

19.feb	Cankarjev Dom SLO (Jubilej ob 30 letnici v jazzu):
- Cerkno trio (Javer Girotto, Salvatore Maiore)
- Kombo
15.maj	ARE YOU FREE? Dunajska Streda (Slovakia): Shades of Jazz on Noir with (Herb Robertson, Frank Gratkowski, Szilárd Mezei, Saadet Türköz...)
16.maj	JAZZ CERKNO - Trio Zlatko Kaučič - Saadet Türköz, Giovanni Maier
31.maj	Slovenia in New York - Town Hall (with Marc Ribot, Greg Cohen)
19.jun	Lisbon Fest - Duo with Peter Brötzmann
20.jun	27. FESTIVAL JAZZ&MUSIQUE IMPROVISEE en FRANCHE-COMTE Besanson FR - with Peter Brötzman and Jean-Luc-Cappozzo
28.jul	SAJETA duo (with Louis Sclavis)
31.jul	SAJETA Tolminski punt 2 (with Peter Brötzmann, Robert Určon)
22-25.aug	Festival MUSICA SULLE BOCCHE (with Kombo)
12.nov	TILBOURG (Holland) Paradox (with A.Balanescu, J.Girotto)
13.nov	N.O. JAZZ FESTIVAL (Zagreb - HR) (with A.Balanescu, J.Girotto)
17.nov	Kulturni Dom Nova Gorica (SLO) (with J.Girotto, Bruno Cesselli, M. De Mattia, Combo)
- 2009

23.jun	Festival UDINE JAZZ (DOLINE TRIO-Saadet Türköz-Giovanni Maier-Zlatko kaučič)
4.jul	50. Jazz Festival Ljubljana (wit Evan Parker)
16-18. jul	Festival TOPOLOVO (solo-workshop)
17-26.aug	CANJAZZ FEST. CANGAS Spain (with Peter Delphinich,Dave Pybus,Max Sunyer,Jorge Pardo,ALvador Niebla...)
8.oct	Club: PORGY&BESS (Wien - AUT). Festival HOTROMANIA III. with ALEXSANDER BALANESCU-JAVIER GIROTTO-ZLATKO KAUČIČ
- 2010

13.feb	Jazz Koine (pordenone) Italy. Claudia Contin&Massiomo de Mattia Quintet, PP.PASOLINI-Pietro2 Pastor Paganus.
25.jun	UDINE JAZZ (KOMBO)
```
	UDINE JAZZ (26 MIKIRI 4.tet)
```

20.may	CERKNO JAZZ FESTIVAL. GIANLUIGI TROVESI-FULVIO MARAS-ZLATKO KAUČIČ
21.may	CERKNO JAZZ FESTIVAL. SOLO-EMIGRANTS
17-18.jun	SMART FEST. Trio witrh EVAN PARKER-GiOVANNI MAIER-ZLATKO KAUČIČ
22.jun	UDINE JAZZ. CLAUDIO COJANIZ trio
29.jun	LJUBLJANA JAZZ FESTIVAL. POLJA ZA T.S (KOMBO-HERB ROBERTSON-BRUNO CESSELLI
6.jul	LENT FEST. DECEMBER SOUL-Stefano Battaglia-Paolino dalla Porta-Zlatko Kaučič
29.jul	TRIESTE JAZZ FEST. ANDREA MASSARIA-Trio
- 2012

24.jun	Bucharest jazz Festival 2012 (B.K.J trio - BALANESCU-GIROTTO-KAUČIČ)
29.oct	KRAKOWSKA JESIEN JAZZOVA Festival (Zlatko Kaučič-solo)
- 2013

19.feb	Koncerti ob 60.letnici (Cankarjev Dom, ljubljana) Trio Balanescu-Girotto-Kaučič in Orkester Brez Meja/Senza Confini
8.mar	ARTACTS 13 8.-10.Mar (St.Johann in Tirol). Duo EVAN PARKER-ZLATKO KAUČIČ &Worshop by Zlatko Kaučič
25-27.apr	JAM 2013 Podgorica, Montenegro (SOLO NASTOP-WORKSHOP)
22.jun	WROCLAW, Polska. Creative Festival ART OF IMPROVISATION. DOLINE TRIO(Saadet Türköz-Zlatko Kaučič-Giovanni Maier)
28.jun	Jazz Podij duo "Ramblas" AGUSTI FERNANDEZ-ZLATKO KAUČIČ
14.sept	BCMF Duo with AB BAARS
27.sept	TARCENTO JAZZ 2013 "SOLO"
11.oct	WROCLAW SOLO FESTIWAL(solo concert)
16.oct	JAZZ LOFT-Pordenone-OLIVER LAKE trio
17.oct	SKOPJE JAZZ FESTIVAL-duo with EVAN PARKER
- 2014

5.jul	55.Jazz Festival Ljubljana, Duo z Agusti Fernandezom
25.jul	Trieste loves jazz festival, Trio "Disorder at the border" (Giovanni Maier,Daniele D'agaro,Zlatko Kaučič)
12.oct	9.KRAKOWSKA JESIEN JAZZOVA(Alchemia-duo with AB BAARS)
- 2015

8.-10.mar	SCHNITTPUNKTE 2015 (Disorder at the border)
22.may	20. CERKNO JAZZ FESTIVAL (CERKNO JUBILEUM ORCHESTRA)
3.jun	TRST "Festival "NUOVE ROTTE DEL JAZZ" ORKESTER BREZ MEJA/ORCHESTRA SENZA CONFINI(conduction- Zlatko Kaučič/Giovanni Maier)
23.jul	TRIESTE LOVES JAZZ (Girotto-Kaučič-de Mattia-Cesselli)
10-12.Oct	10.KRAKOWSKA JESIEN JAZZOVA (Masters of Improvisation - EVAN PARKER,AGUSTI FERNANDEZ,JOËLLE LÉANDRE,ZLATKO KAUČIČ)
24.Oct	JAZZ&WINE (Krmin) Trio DISORDER AT THE BORDER (Zlatko Kaučič,Giovanni Maier,Daniele D'agaro) plays music of ORNETTE COLEMAN
- 2016

18.May	TREVISO SUONA JAZZ project "Homage a Keeny Wheeler" Evrey body song but my own" (Ares Tavolazzi-ac.bas,Bruno Cesselli-piano,Zlatko Kaučič-drums
22.Jun	UDINE JAZZ December soul trio (Zlatko Kaučič-drums,Stefano Battaglia-piano,Paolino dalla Porta.ac.bas)
17.Sep	BCMF(Lotte Anker,Zlatko Kaučič,Rafal Mazur,Artur Majewski)
21.Oct	"11.AD LIBITUM" festival Waršava (Duo with Saadet Türkoz)
25.Oct	JAZZ&WINE (Krmin) duo Evan Parker-Zlatko Kaučič
27.Oct	Neposlušno/Sound Dissobedience (Ljubljana) trio Evan Parker-Agusti Fernandez-Zlatko Kaučič
- 2017

10.Jun	GAIA JAZZ FESTIVAL (KOMBO-B "Rock mi Monk")
30.Jun	JAZZ FESTIVAL LJUBLJANA(Cene Resnik,"Watch for dogs"Giovanni Maier,Zlatko Kaučič)
4.Jul	UDINE JAZZ FESTIVAL:Massimo de Mattia project "SUONAMADRE" (Giorgio Pacorig,Luigi Vitale,Zlatko Kaučič,Massimo de Mattia)
22.Jul	MUSICA IN VILLA FEST.Zlatko Kaučič December Soul(Stefano Battaglia,Salvatore Maiore,Zlatko Kaučič)
23.Jul	TRIESTE LOVES JAZZ-Zlatko Kaučič December Soul trio(Stefano Battaglia,Salvatore Maiore)
3.Aug	TIMEFRAMES FESTIVAL(Pordenone)Orkester brez meja(Orchestra senza confini)
3.Aug	FESTIVAL SLOVENSKEGA JAZZA(Ravne na Koroškem(KOMBO-B)
Oct	OKTOBER JAZZ(Kulturni dom-Nova Gorica)KOMBO-B ob 15.letnici šole "Zvočni Izviri"
Dec	NOVARA JAZZ-AGRAKAL trio(Marco Colonna-Agusti Fernandez-Zlatko Kaučič)
- 2018

18.May	CERKNO JAZZ Jubileum koncert (Zlatko Kaučič, Evan Parker, Agusti Fernandez, Joelle Leandre)
27.Jun	LJUBLJANA Jazz festival (DECEMBER SOUL TRIO - Stefano Battaglia, Salvatore Maiore, Zlatko Kaučič)
7.Jul	GAIA JAZZ FESTIVAL (Kombo-C)
26.Jul	LAGO FILM FEST (Suonomadre trio, Massimo de Mattia, Giorgio Pacorig, Zlatko Kaučič)
21.Aug	UFIZZI - "solo" Mystical Nature inpiration of works by Sandro Botticelli
10.Sept	GROMKA, Defonija ob 25.letnici (Suonomadre, Massimo de Mattia, Luigi Vitale, Giorgio Pacorig, Zlatko Kaučič)
13.Sept	BCMF (Witout the borders - Barry Guy, Maya Homburger, Zlatko Kaučič)
21-23.Sept	WLEN-NOTTWO but TWENTY (Peter Brötzmann, Joëlle Leandre, Barry Guy, Mats Gustafsson, Paal Nilssen-Love, Agusti Fernandez, Maya Homburger, Mikolaj Trzaska, Per-Ake Holmlander, Rafal Mazur)
30.Sept	UJBUDA jazz festival, Budimpešta (Without the border trio - Barry Guy, Maya Homburger, Zlatko Kaučič)
- 2019

5.Mar	Zvončki in Trobentice (Cankarjev dom) KOMBO-C
28.Jun	UDINE JAZZ(Marano)Evan Parker,Massimo de Mattia,Boštjan Simon,Zlatko Kaučič
29.Jun	Festival SAXGO duo Evan Parker-Zlatko Kaučič
7.Jul	SAJETA Festival "SOLO" ATE-JAS
12.Sep	BCMF,festival,duo with Torben Snekkestad
18.Sep	Vienna "Porgy &Bess/East weast Daydreams)
20.Sep	Festival slovenskega jazza-Ravne na Koroškem(East Weast Daydreams)